# Boulder Creek (Californie)
Pour les articles homonymes, voir Boulder (homonymie).
Boulder Creek est une census-designated place du comté de Santa Cruz, dans l'État de Californie, aux États-Unis,. En 2020, elle compte une population de 5 429 habitants.